# Antagonisti dei recettori per la serotonina
Gli antagonisti dei recettori della serotonina sono farmaci inibenti alcune o tutte le azioni della serotonina.

## Tipi

### Antagonisti del 5-HT2A
Gli antagonisti del recettore 5-HT2A sono talvolta usati come antipsicotici atipici (in contrasto con quelli tipici che sono semplici antagonisti della dopamina).
Esempi:
- La ciproeptadina blocca il 5-HT2A, H1 (istamina) ed è un lieve anticolinergico.
- La metisergide è un antagonista del 5-HT2A e un bloccante non selettivo del recettore 5-HT1. Provoca fibrosi retroperitoneale e fibrosi mediastinica
- La quetiapina blocca: 5-HT2A, 5-HT1A, i recettori della dopamina D1 e D2, il recettore dell'istamina H1 e gli adrenorecettori A1.

#### Antagonisti dei recettori 5-HT2A / 2C
- Ketanserina (antipertensivo). Blocca appunto i recettori 5-HT2A, 5-HT2C e Alpha 1 (dell'adrenalina).
- Risperidone (antipsicotico atipico)
- Clozapina (antipsicotico atipico). Blocca i recettori 5-HT2A, 5-HT2C e D4.
- Trazodone (antidepressivo)
- Nefazodone (antidepressivo): agisce principalmente come un potente antagonista della 5-HT 2A .

### Antagonisti del 5-HT3
Un'altra sottoclasse è costituita da farmaci che agiscono selettivamente sui recettori 5-HT3, e quindi sono noti come antagonisti 5-HT3 . Essi sono efficaci nel trattamento dell'emesi indotta dalla chemioterapia o post-operatoria.
Esempi:
- Dolasetron
- Granisetron
- Ondansetron
- Palonosetron
- Tropisetron

Altri antagonisti del 5-HT3 sono usati per il trattamento della sindrome dell'intestino irritabile :
- Alosetron
- Cilansetron

Anche l'antidepressivo mirtazapina agisce come un antagonista 5-HT 3.

### Antagonisti dei recettori della serotonina (5-HT) non selettivi
Si noti che, sebbene alcuni antagonisti della serotonina non selettivi possano avere una particolare affinità per uno specifico recettore 5-HT (ad es. Metisergide), possono comunque possedere un'azione non selettiva generalizzata.
Esempi:
- Ciproeptadina
- Clorpromazina
- Metergolina
- Metisergide
- Mianserina
- Mirtazapina
- Oxetorone
- Pizotifene
- Propranololo
- Ritanserina
- Spiperone

### Antistaminici con attività antiserotoninergica
- Carbinoxamina
- Ciproeptadina
- Idrossizina
- Ketotifene
- Metdilazina
- Oxatomide
- Oxetorone Utilizzato anche nel trattamento della migrane.
- Il Pizotifene è un antagonista del 5-HT2C , bloccante anche H1 (istamina e anticolinergico utile nella profilassi dell'emicrania.  Utilizzato anche nel trattamento della migrane.
- Prometazina

### Altri
- Fenclonina (para -chlorophenylalanine; PCPA): inibitore della sintesi della serotonina che è stato utilizzato nel trattamento della sindrome carcinoide.
- Feverfew (partenio): erba tradizionalmente usata per l'emicrania.
- La reserpina esaurisce i depositi di serotonina nel cervello, nel cuore e in molti altri organi ed è stata utilizzata nell'ipertensione e nella psicosi o per indurre la sindrome depressiva in ambiti di ricerca scientifica.